# Coloma Island
Coloma Island (englisch; spanisch Isla Coloma) ist eine kleine Insel im Archipel der Südlichen Shetlandinseln. Sie liegt südwestlich von González Island in der Discovery Bay von Greenwich Island.
Chilenische Wissenschaftler benannten sie nach Luis Coloma Rojas, Mitglied der Überwinterungsmannschaft auf der Soberanía-Station (heute Arturo-Prat-Station) im Jahr 1947. Das UK Antarctic Place-Names Committee übertrug diese Benennung 2003 ins Englische.